# 大峯山 (広島県)
大峯山（おおみねやま）は、広島県広島市佐伯区と廿日市市に跨る山である。標高1,050m。

## 概要
中国百名山に選定されている。別名が「佐伯富士」（さえきふじ）。広島市の最高峰にあたる。